# Cloreto de isopropila
Cloreto de isopropila (também clorodimetilmetano, cloreto de 2-propila, cloreto de sec-propila ou 2-cloropropano) é um composto químico orgânico incolor e inflamável. Tem a fórmula C3H7Cl e é preparado por refluxo de álcool isopropílico com ácido clorídrico concentrado e cloreto de zinco.

## References
1. ↑  Maryadele J. O'Nei, ed (2001). "The Merck Index". An Encyclopedia of Chemicals, Drugs, and Biologicals (Thirteenth Edition ed.). Whitehouse Station, NJ: Merck & Co., Inc.. pp. 932.